# Richard Fleischer
Richard Fleischer (n. 8 decembrie 1916, New York City, New York, SUA – d. 25 martie 2006, Woodland Hills⁠(d), California, SUA) a fost un regizor american.

## Tinerețea
Richard Fleischer s-a născut într-o familie evreiască americană în Brooklyn. Este fiul Essiei (născută Goldstein) și al animatorulul/producatorului Max Fleischer, originar din Cracovia. După absolvirea Brown University, s-a dus la Yale School of Drama, unde și-a cunoscut viitoarea soție,  Mary Dickson.

## Filmografie
- 1943 This Is America (Short documentary series)
- 1943 Flicker Flashbacks (Series of shorts)
- 1944 Memo for Joe
- 1946 Child of Divorce
- 1947 Design for Death
- 1947 Banjo
- 1948 Bodyguard
- 1948 So This Is New York
- 1949 Trapped
- 1949 Make Mine Laughs
- 1949 Follow Me Quietly
- 1949 The Clay Pigeon
- 1950 Armored Car Robbery
- 1951 His Kind of Woman (director credited to John Farrow)
- 1952 Enigma din Chicago (The Narrow Margin)
- 1952 The Happy Time
- 1953 Arena
- 1954 20.000 leghe sub mări (20,000 Leagues Under the Sea)
- 1955 Violent Saturday
- 1955 The Girl in the Red Velvet Swing
- 1956 Bandido
- 1956 Between Heaven and Hell
- 1958 Vikingii (The Vikings)
- 1959 These Thousand Hills
- 1959 Compulsion
- 1960 Crack in the Mirror
- 1961 The Big Gamble
- 1961 Baraba (Barabbas)
- 1966 Călătorie fantastică (film din 1966) (Fantastic Voyage)
- 1967 Doctor Dolittle
- 1967 Think 20th
- 1968 Strangulatorul din Boston (The Boston Strangler)
- 1969 Che!
- 1970 Tora! Tora! Tora!
- 1971 Teroare albă (See No Evil aka Blind Terror)
- 1971 The Last Run
- 1971 10 Rillington Place
- 1972 Rond de noapte (The New Centurions)
- 1973 Hrana verde (Soylent Green)
- 1973 Răzbunare în sânul mafiei (The Don Is Dead)
- 1974 Mr. Majestyk
- 1974 Banda lui Spikes (The Spikes Gang)
- 1975 Mandingo
- 1976 Incredibila Sarah (The Incredible Sarah)
- 1977 Prinț și cerșetor (The Prince and the Pauper)
- 1979 Ashanti
- 1980 Cântărețul de jazz (The Jazz Singer)
- 1982 Dur printre cei duri (Tough Enough)
- 1983 Amityville 3-D
- 1984 Conan distrugătorul (Conan the Destroyer)
- 1985 Fantasticele aventuri ale Sonjei (Red Sonja)
- 1987 Un mister de un milion de dolari (Million Dollar Mystery)
- 1989 Call from Space (Short)
- 1989 The Betty Boop Movie Mystery (Fleischer credited as "creative consultant")